# ルーファス・ウェインライト
ルーファス・マクギャリグル・ウェインライト（英語: Rufus McGarrigle Wainwright、1973年7月22日 - ）は、アメリカのシンガーソングライターである。ラウドン・ウェインライトIIIとケイト・マクギャリグルの息子であり、マーサ・ウェインライトの兄、ルーシー・ウェインライト・ローチの異母兄弟に当たる。
1998年のデビュー以来、11作のスタジオ・アルバムを発表している。
楽曲「アイム・ア・ランニン」は1989年のジニー賞に、翌年にはジュノー賞新人賞にもノミネートされた。
「Q誌の選ぶ歴史上最も偉大な100人のシンガー」において第96位。

## 経歴
幼い頃に両親が離婚した母子家庭で、少年時代のほとんどをカナダのモントリオールで過ごす。そのため、アメリカとカナダの二重国籍である。
6歳でピアノに触れはじめ、13歳で「マクギャリグル姉妹と一家」（ルーファスと妹のマーサ、母のケイト、伯母のアンナからなるフォークグループ）として巡業を始める。
ニューヨーク州ダウンステイトのミルブルック高校（後に彼の曲 "Millbrook" に影響を与える）を卒業後、コンコーディア大学、マギル大学で短期間ピアノを学ぶ。

若い頃よりオペラに興味を持ち、それは彼の音楽にも強く影響している。例えば「Barcelona」は、ヴェルディのオペラ、マクベスの台詞を引用している）。また、エディット・ピアフやアル・ジョルソン、ジュディ・ガーランドらにも強い関心を示している。

## 活動開始〜デビューアルバム
毎週出演していた、Cafe Sarajevoのモントリオールのクラブでのステージが評判になり、Pierre Marchandによっていくつかのデモテープが作られる（彼は、後にウェインライトのアルバム "Poses" のプロデュースを手がける）。テープは、ドリームワーク・レコードのLenny Waronkerにわたり、彼は自身のレーベルでウェインライトと契約する。1996年の春に、ウェインライトはニューヨークへ移り、Club Fezで定期的に演奏を行う。その年の秋にロサンゼルスに移り、ファースト・アルバム『Rufus Wainwright』のレコーディングを開始する。
このデビュー・アルバムは高い評価を受け、ローリングストーン誌はその年最良のアルバムの一つとし、また彼をその年の "Best New Artist" と呼んだ。1998年の夏、ウェインライントはショーン・レノンとツアーを行い、続いて自身の初ツアーを行う。12月に彼はGAPのCMに出演し、フランク・レッサーの "What Are You Doing New Year's Eve?" を披露すると、彼の知名度と作品のセールスは飛躍的に増加する。1999年の3月からツアーを行う。

## 私生活
ルーファスはゲイであり、2012年8月23日にドイツ人の美術管理者ヨルン・ヴァイスブロットと結婚した。ルーファスはロルカ・コーヘンへの精子提供によって2011年2月2日にヴィヴァという名前の娘が誕生している、現在はヴィヴァは母親とともに暮らしている。
10代の頃に、ゲイであることをカミングアウトしていた。その後、外へ出て色々な事を試す中、ロンドンのハイド・パークで性的いたずらを受けたことがきっかけで、ヨルンと交際するまではちゃんとした交際をした事が無かった。また自身の事を「尻軽女」と呼ぶほど、危険な性行為にのめりこんだ時期も長く、自身をHIVキャリアだと長年思い込んでいた（実際は陰性）。
夫のヨルンのセクシーな所について背が高いところや昔ながらの抱きしめ上手な所を挙げている、また自身のセクシーな所については足を挙げている。

## ディスコグラフィ

### オリジナル・アルバム
- Rufus Wainwright (1998年)
- Poses (2001年)
- Want One (2003年)
- Want Two (2004年)
- Release the Stars (2007年)
- All Days Are Nights: Songs for Lulu (2010年)
- Out of the Game (2012年)
- Prima Donna (2015年)
- Take All My Loves: 9 Shakespeare Sonnets (2016年)
- Unfollow the Rules (2020年)
- Folkocracy (2023年)

### ライブアルバム
- Rufus Does Judy At Carnegie Hall (2007年) - 追悼コンサートのライブ音源から、ジュディ・ガーランドの1961年のコンサートを再現。
- Milwaukee at Last!!! (2009年)
- Rufus Wainwright: Live from the Artists Den (2014年)
- Unfollow the Rules: The Paramour Session (2021年)
- Rufus Wainwright and Amsterdam Sinfonietta Live (2021年)
- Rufus Does Judy at Capitol Studios (2022年)

### サウンドトラック
- Complainte de la Butte - 映画「ムーラン・ルージュ」(2001)
- Hallelujah - 映画「シュレック」(2001)
- 「アクロス・ザ・ユニバース」ビートルズのカバー - 映画「アイ・アム・サム」(2001)。アルバム「Poses」にも収録されシングルカットされた。
- I'll Build A Stairway to Paradise - 映画「アビエイター」(2002)
- BROKEBACK MOUNTAIN-映画ブロークバックマウンテン（サウンドトラック）(2005)

## 映画
- 「アビエイター」